# جيب ترانهولم ميكلسن
جيب ترانهولم ميكلسن (ولد في 30 أكتوبر 1962) هو دبلوماسي دنماركي شغل منصب الأمين العام لمجلس الاتحاد الأوروبي منذ يوليو 2015.